# Portugalidade
A palavra portugalidade foi cunhada em 1947 por Alfredo Pimenta, no livro "Em Defesa da Portugalidade". Oriunda de um neologismo na variante idiomática portuguesa, esta palavra transporta em si mesma uma pluralidade de sentidos semióticos, tão complexos quanto controversos. Em alguns dicionários, esta surge de uma forma simples enquanto ou uma qualidade própria do ser-português, ou algo específico da cultura portuguesa, ou um sentimento de amor, saudade ou afeição por Portugal ou até mesmo em modo de adjetivo - quando se refere à quantidade de "portugalidade". Porém, numa análise de génese semiótica, quer dizer, no estudo da construção de significado, dos processos de signo (semiose) e dos significados de comunicação, essa aparente simplicidade ganha contornos complexos que podem facilmente transportar os interlocutores, direta ou indiretamente, para associações coloniais ou luso-tropicais.

## O surgimento do conceito
É em 1947 que, pela primeira vez, é cunhada a palavra “portugalidade”, pela mão de Alfredo Pimenta, no opúsculo “Em Defesa da Portugalidade”. Foi dessa forma que esta “expressão-fetiche de longa duração” entrou no debate sobre a identidade nacional. A partir de 1951, com a revisão da Constituição Portuguesa de 1933 e a consequente revogação do Ato Colonial, a “portugalidade” começa a ser utilizada nos discursos dos deputados da Assembleia Nacional, para caraterizar a essência do que é ser português, em contraciclo com o que se passava no mundo, no pós-II Grande Guerra, em que emergia, então uma nova ordem, seguindo em direção a dinâmicas anticolonialistas. A estratégia portuguesa ia no sentido de combater os movimentos independentistas que emergiam nas antigas Províncias ultramarinas, defendendo a pertença desses territórios a Portugal, por via do seu “destino histórico”. Esse facto seria sublinhado no discurso político da “portugalidade”, com a assunção de Portugal como um país uno e indivisível, consubstanciado no discurso do Estado Novo através do slogan "Portugal do Minho a Timor". O assumido ‘Império português’ prolongar-se-ia por mais três décadas, apenas tendo cessado com a Revolução do 25 de Abril.
De acordo com o investigador Vítor de Sousa, o conceito de portugalidade decorre de uma lógica do Estado Novo, desenvolvida nos anos 50-60 do século XX, em que o luso-tropicalismo estava em pleno desenvolvimento, e que visava que as ex-colónias portuguesas fossem vistas pela ONU não como territórios autónomos, mas como parte integrante de Portugal, por isso se denominando “províncias ultramarinas”.
Esta perspetiva, defendida por Vítor de Sousa e corroborada por Valentim Alexandre, contraria a perspetiva de Josué Pinharanda Gomes, um dos cultores da denominada “Filosofia Portuguesa”, que atribui a origem da “portugalidade” a António Sardinha, numa altura em que a hispanidade era hegemónica, e que “designava […] a acção portuguesa na história do mundo”. O facto é que, segundo Vítor de Sousa, Sardinha nunca se referiu, especificamente, à existência de qualquer “portugalidade” pelo que afirmar que o autor terá sido o primeiro a utilizar o termo configura um erro. Mais a mais, para além de ter estado exilado em Espanha, defendia o pan-hispanismo, que era constituído por dois elementos estruturais: o espanholismo e o lusitanismo. Vítor de Sousa também não valida o pensamento de Onésimo Teotónio Almeida, que atribui a cunhagem da “portugalidade” a partir da “açorianidade”, termo utilizado pela primeira vez em 1932, por Vitorino Nemésio, que a desenvolveu a partir da hispanidade, para designar “a mundividência” que lhe está associada. Na mesma linha, também contesta o que preconiza José Fernandes Fafe, para quem, a partir do par aristotélico essência/acidente, a portugalidade seria a essência de Portugal e os acontecimentos da história portuguesa, o acidente o que, desde logo, se desvia da lógica das Ciências sociais e Humanas, tendentes a desconstruir essências. Na mesma senda, está António Quadros, com uma visão teleológica da “portugalidade’ ou as abordagens a partir da mitologia “portuguesa” de Vítor Adrião, ou à “portugalidade” esotérica, de Sérgio Francllim.

## Contexto histórico-político
Uma proposta de ideário para a portugalidade foi então feita em 1969 por António Ferronha, que escreveu aquele que se pode considerar como o livro-âncora sobre o assunto, já que se tratava de um manual de um curso para futuros formadores de “portugalidade”, ministrado em Angola pelo autor, a angolanos, transmitindo-lhes as noções básicas de “portugalidade”, consubstanciando a propaganda do regime. Associava a “portugalidade” às ex-colónias/províncias portuguesas, reportando-se aos Descobrimentos, num claro alinhamento ideológico à política então vigente do Estado Novo. Daí que fale na portugalidade enquanto “consciência da Luso/Tropicalidade” e que valida a teoria de Vítor de Sousa. Para este autor, que viu premiada esta tese, em 2016, com o Prémio Mário Quartim Graça pela Casa da Améria Latina em Ciências Sociais e Humanas, "a 'portugalidade' está sempre, em sentido semiótico, a reativar o luso-tropicalismo e não ajuda a esbater os constrangimentos na relação de Portugal com o 'outro' da colonização", o que acontece "mesmo que se tente retirar a 'portugalidade' da esfera nacionalista em que foi cunhada. Na recensão que foi feita ao livro de Vítor de Sousa (Da 'portugalidade' à lusofonia) na Revista JN História, assinala-se que “a herança da ‘portugalidade’ é, assim, como que uma espécie de interculturalidade ao contrário, decorrente da tentativa de o Estado Novo com ela pretender desenvolver uma homogeneidade artificial portuguesa dominante”. Ideias como esta, que, por exemplo, já tinham sido de algum modo intuídas por Eduardo Lourenço, ganham aqui o que lhes faltava – a solidez da sistematização e o rigor conceptual – e constituem, graças ao esforço de Vítor de Sousa, ferramenta essencial para enfrentar um tempo em que o espetro do nacionalismo populista paira sobre nós, apoiado em falsos sonhos de grandeza que muitos entendem ser factuais. Segundo a tese do autor, como se pode ler no Ciberdúvidas da Língua Portuguesa, “estamos perante uma obra de grande densidade e dimensão que pretende de certa forma desconstruir determinadas epistemologias e genealogias eurocêntricas (…), em que a análise histórico-cultural, particularmente de ex-impérios, se reorganiza com alicerces diferentes dos tradicionais, de antagonismos lineares e duais, que intentam perpetuar a supremacia de uma estrutura cultural e histórica no quadro pós-colonial”.
“Portugalidade” – e o autor usa sempre aspas, quase como que vincando tratar-se de algo que não existe – acaba por ser hoje, “mesmo que se tente retirar a ‘portugalidade’ da esfera nacionalista em que foi cunhada”, uma forma de perpetuar outros conceitos falaciosos e datados, com o lusotropicalismo à cabeça, constituindo um entrave à normalização do relacionamento entre o ex-colonizador e os ex-colonizados, ou, como descreve Vítor de Sousa, “o ‘outro’ da colonização”. O objetivo desta obra é revelar os labirintos subjacente à lusofonia, em que a “interculturalidade deve ser apanágio das relações sociais”.
Propõe, assim, uma definição para o termo “portugalidade” expurgada de toda a carga mitológica que lhe foi configurada pelo Estado Novo, no sentido de desfazer equívocos e para que a palavra figure simplesmente nos dicionários como "o mesmo que patriotismo", sendo que o sentido de “patriotismo” não se confina, aqui, à ideia de amor à pátria, difícil de conceptualizar, mas significaria um “sentimento especial por Portugal”, uma "identificação pessoal com Portugal" e uma "preocupação com o bem-estar de Portugal”.

## Discussões atuais
Para Moisés de Lemos Martins, que prefacia a obra "Da portugalidade à lusofonia", o trabalho de Vítor de Sousa "tem uma argúcia igual à que teve, quando visou a figura da 'portugalidade', que interroga a figura da 'lusofonia', da qual os Portugueses não desgrudam nunca", sendo que a investigação não se fica pelos equívocos (antigos e modernos, luso-tropicalistas, neocoloniais, ou outros), "ensaiando sobre as possibilidades da lusofonia, não apenas como figura, mas nas suas inúmeras vertentes". A propósito da assombração da figura de “portugalidade”, “que vampiriza a figura de ‘lusofonia’”, Vítor de Sousa afirma “não poder haver lusofonia com portugalidade”, configurando mesmo essa eventualidade um contrassenso.
No entender de Vítor de Sousa, a “portugalidade” – e o autor usa sempre aspas, quase como que vincando tratar-se de algo que não existe – acaba por ser hoje, “mesmo que se tente retirar a ‘portugalidade’ da esfera nacionalista em que foi cunhada”, uma forma de perpetuar outros conceitos falaciosos e datados, com o lusotropicalismo à cabeça, constituindo um entrave à normalização do relacionamento entre o ex-colonizador e os ex-colonizados, ou “o ‘outro’ da colonização”. O objetivo desta obra é revelar os labirintos subjacentes à lusofonia, em que a “interculturalidade deve ser apanágio das relações sociais”. Propõe, assim, uma definição para o termo “portugalidade” expurgada de toda a carga mitológica que lhe foi configurada pelo Estado Novo, no sentido de desfazer equívocos e para que a palavra figure simplesmente nos dicionários como "o mesmo que patriotismo", sendo que o sentido de “patriotismo” não se confina, aqui, à ideia de amor à pátria, difícil de conceptualizar, mas significaria um “sentimento especial por Portugal”, uma "identificação pessoal com Portugal" e uma "preocupação com o bem-estar de Portugal”.
Moisés de Lemos Martins observa, por seu turno, que “portugalidade” e “lusofonia”, assim como o seu imaginário, aparecem “tingidos de nostalgia imperial e amassados na ficção, a um tempo piedosa e falsa, de que Portugal fez uma colonização doce e sem violência. Essa ideia, de uma colonização diferente de todas as outras, apenas pode carregar, no entanto, as cores de uma excecionalidade portuguesa, que não existe”. Nesta linha argumentativa, para Moisés de Lemos Martins este imaginário mistura-se, muitas vezes, "com um conjunto de estereótipos e equívocos. E essa circunstância tem levado muitos investigadores das Ciências Sociais e Humanas a recusar, tanto a figura de “portugalidade”, quanto a figura de “lusofonia”. Porque ambas as figuras se cruzam com um passado que visava, no seu entender, a “uniformidade católica do país” - um imaginário que remete para uma colonização diferente de todas as outras, aparentemente "mais doce" e de uma excecionalidade portuguesa que, no seu entender, não existe.
Vítor de Sousa subscreve então a tese de Ludwig Wittgenstein, que sustentava a ideia de que o sentido semiótico que se dá às palavras deve ser o seu uso, não obstante sublinhar ser necessário uma contextualização, até para evitar eventuais equívocos. Para além de se ter que ter em mente o que Umberto Eco chamou a atenção, sobre o facto de os dicionários e enciclopédias não coincidirem com as noções teóricas enquanto categorias de uma semiótica geral. E, sendo “portugalidade” e lusofonia termos que, etimologicamente, remetem para Portugal, há que distinguir os respetivos significados e contextualizações, sendo que o primeiro tem um recorte marcadamente colonial, enquanto o segundo resulta de uma dinâmica mais recente, sendo por conseguinte pós-colonial. E, mesmo que se pretenda adaptar o conceito de “portugalidade” à atualidade, trata-se de uma tarefa difícil de concretizar, desde logo pelo déficite interpretativo dos dicionários de referência de língua portuguesa e das enciclopédias portuguesas.
O sinónimo de “portugalidade” pode, no entanto, ser encontrado em edições mais acessíveis e vulgares, como é o caso do Dicionário da Porto Editora, onde se pode ler: “qualidade do que é português” e, numa dimensão mais ampla, “sentido verdadeiramente nacional da cultura portuguesa”, um sinónimo subjetivo, confirmado pela utilização do advérbio de modo “verdadeiramente”, cuja inerência qualitativa não permite a assunção, tout court, da sua (eventual) amplitude. A palavra entrou, pela primeira vez, na dicionarização da Porto Editora em 1994, na sétima edição do Dicionário da Língua Portuguesa. De então para cá, a palavra sofreu um ajuste que estreita a sua dimensão subjetiva, e pode ser vislumbrado pela proposta interpretativa constante do portal Infopédia (associado à Porto Editora): “qualidade do que ou de quem é português; conjunto de traços considerados distintivos da cultura e história de Portugal; sentimento de afinidade ou de amor por Portugal”.